# Prix de Flore
Pour les articles homonymes, voir Flore (homonymie).
Le prix de Flore est un prix littéraire français fondé en 1994 par un cénacle littéraire fréquentant le Café de Flore situé dans le quartier Saint-Germain-des-Prés à Paris.

## Histoire
Fondé en 1994 par Carole Chrétiennot et Frédéric Beigbeder. Ce prix récompense un jeune auteur (et souvent un premier roman) au talent jugé prometteur par un jury de journalistes. En 2007, un « prix de Flore du lycéen » est exceptionnellement décerné à Viens là que je te tue ma belle de Boris Bergmann. Il est décerné au mois de novembre de chaque année au café germanopratin le Café de Flore. La romancière Françoise Sagan a été la marraine de la première édition en 1994. Le lauréat reçoit outre une récompense pécuniaire de 6 150 euros le droit de consommer chaque jour pendant un an au Café de Flore un pouilly-fumé dans un verre gravé à son nom,. Une fête mondaine est organisée dans le but de célebrer le lauréat du prix.

En 2017 - et pour la première fois de l’histoire du prix - deux ouvrages terminent ex æquo après trois tours de scrutin, avec six voix chacun.

## Liste des jurés
Le jury du prix de Flore est composé de : Frédéric Beigbeder, Jacques Braunstein, Manuel Carcassonne, Carole Chrétiennot, Michèle Fitoussi, François Reynaert, Jean-Pierre Saccani, Bertrand de Saint-Vincent, Christophe Tison, Philippe Vandel, Jean-René Van der Plaetsen et Arnaud Viviant.

## Liste des lauréats
| Année |  | Auteur                    | Ouvrage                            | Éditeur (xe fois)          | Notes                           |
| ----- |  | ------------------------- | ---------------------------------- | -------------------------- | ------------------------------- |
| 1994  |  | Vincent Ravalec           | Cantique de la racaille            | Flammarion                 |                                 |
| 1995  |  | Jacques-André Bertrand    | Le Pas du loup                     | Julliard                   |                                 |
| 1996  |  | Michel Houellebecq        | Le Sens du combat                  | Flammarion (2)             |                                 |
| 1997  |  | Philippe Jaenada          | Le Chameau sauvage                 | Julliard (2)               |                                 |
| 1998  |  | Virginie Despentes        | Les Jolies Choses                  | Grasset                    |                                 |
| 1999  |  | Guillaume Dustan          | Nicolas Pages                      | Balland                    |                                 |
| 2000  |  | Nicolas Rey               | Mémoire courte                     | Au diable vauvert          |                                 |
| 2001  |  | Christophe Donner         | L'Empire de la morale              | Grasset (2)                |                                 |
| 2002  |  | Grégoire Bouillier        | Rapport sur moi                    | Allia                      |                                 |
| 2003  |  | Pierre Mérot              | Mammifères                         | Flammarion (3)             |                                 |
| 2004  |  | Bruce Benderson           | Autobiographie érotique            | Payot et Rivages           |                                 |
| 2005  |  | Joy Sorman                | Boys, Boys, Boys                   | Gallimard                  |                                 |
| 2006  |  | Christine Angot           | Rendez-vous                        | Flammarion (4)             |                                 |
| 2007  |  | Amélie Nothomb            | Ni d'Ève ni d'Adam                 | Albin Michel               |                                 |
| 2008  |  | Tristan Garcia            | La Meilleure Part des hommes       | Gallimard (2)              |                                 |
| 2009  |  | Simon Liberati            | L'Hyper Justine                    | Flammarion (5)             |                                 |
| 2010  |  | Abdellah Taïa             | Le Jour du roi                     | Seuil                      |                                 |
| 2011  |  | Marien Defalvard          | Du temps qu'on existait            | Grasset (4)                | également prix du premier roman |
| 2012  |  | Oscar Coop-Phane          | Zénith-Hôtel                       | Finitude                   |                                 |
| 2013  |  | Monica Sabolo             | Tout cela n'a rien à voir avec moi | J-C Lattès                 |                                 |
| 2014  |  | Aurélien Bellanger        | L'Aménagement du territoire        | Gallimard (3)              |                                 |
| 2015  |  | Jean-Noël Orengo          | La Fleur du Capital                | Grasset (5)                | également prix Sade             |
| 2016  |  | Nina Yargekov             | Double Nationalité                 | P.O.L                      |                                 |
| 2017  |  | (ex æquo) Pierre Ducrozet | L'Invention des corps              | Actes Sud                  |                                 |
| 2017  |  | (ex æquo) Johann Zarca    | Paname Underground                 | Goutte d'Or                |                                 |
| 2018  |  | Raphaël Rupert            | Anatomie de l'amant de ma femme    | L'Arbre Vengeur            |                                 |
| 2019  |  | Sofia Aouine              | Rhapsodie des oubliés              | La Martinière              |                                 |
| 2020  |  | Thibault de Montaigu      | La Grâce                           | Plon                       |                                 |
| 2021  |  | Abel Quentin              | Le Voyant d'Étampes                | Éditions de l'Observatoire |                                 |
| 2022  |  | Joffrine Donnadieu        | Chienne et Louve                   | Gallimard (4)              |                                 |
| 2023  |  | Maria Pourchet            | Western                            | Stock                      |                                 |
| 2024  |  | Benjamin Stock            | Marc                               | Editions Rue Fromentin     |                                 |